# Internationella atomenergiorganet

IAEA:s medlemsländer.

Internationella atomenergiorganet (engelska International Atomic Energy Agency, IAEA) är ett organ inom Förenta nationerna bildat 1957. Huvudkontoret ligger i Wien i Österrike.
IAEA:s arbete styrs av intressen och behov från medlemsländerna och av IAEA:s statuter. IAEA har tre huvudsakliga uppgifter: säkerhet (safety/security), vetenskap och teknologi samt kärnteknik, kärnämneskontroll, strålskydd och verifikation.

## Historia
1953 föreslog USA:s president Dwight D Eisenhower i FN:s generalförsamling att ett särskilt organ för atomenergi skulle bildas. Året därpå gav generalförsamlingen sitt stöd i en resolution, vilket ledde till att FN anordnade en atomenergikonferens i Genève den 8 till 20 augusti 1955, samt tillsatte en grupp för utformandet av organets syften. År 1956 beslutades det enhälligt att anta de föreslagna stadgarna. Stadgan trädde i kraft 29 juli 1957 och IAEA höll sin första generalkonferens den 1 till 23 oktober 1957.

## Medlemsländer
IAEA har 177 medlemsländer (4 april 2023). De flesta av FN:s medlemsländer är också medlemmar av IAEA. Följande länder är dock inte med i IAEA: Andorra, Bhutan, Ekvatorialguinea, Guinea, Guinea-Bissau, Kiribati, Kongo-Brazzaville, Maldiverna, Mikronesiska federationen, Nauru, Salomonöarna, São Tomé och Príncipe, Somalia, Surinam, Tuvalu och Östtimor.
Länder som tidigare varit medlemmar:
- Nordkorea (1974–1994)

## Priser och utmärkelser
IAEA och dess dåvarande generaldirektör Mohamed ElBaradei tilldelades år 2005 Nobels fredspris.

## Generaldirektörer
- W. Sterling Cole, USA (1957–1961)
- Sigvard Eklund, Sverige (1961–1981)
- Hans Blix, Sverige (1981–1997)
- Mohamed ElBaradei, Egypten (1997–2009)
- Yukiya Amano, Japan (2009–2019)
- Cornel Feruta, t.f. (2019)
- Rafael Grossi, Argentina (2019–)